# Protestele din Hong Kong din 2019–2020
Protestele din Hong Kong din 2019–2020, cunoscute și sub numele de mișcarea de modificare a legii anti-extrădare (anti-ELAB), reprezintă o serie continuă de manifestații în Hong Kong declanșate de introducerea proiectului de lege al amendamentului infractorilor fugari de către guvernul Hong Kong. Dacă ar fi fost adoptat, proiectul de lege ar fi împuternicit autoritățile locale să rețină și să extrădeze fugarii criminali căutați pe teritorii cu care Hong Kong nu are în prezent acorduri de extrădare, inclusiv Taiwan și China continentală. Acest lucru a condus la îngrijorarea faptului că proiectul de lege ar supune rezidenții și vizitatorii din Hong Kong la jursidicția și sistemul juridic al Chinei continentale, ceea ce ar submina autonomia regiunii și libertățile civile ale Hong Kong. Pe măsură ce protestele au progresat, protestatarii au formulat cinci cereri cheie, care au fost retragerea proiectului de lege, ancheta privind presupusa brutalitate a poliției și conduită incorectă, eliberarea protestatarilor arestați, retragerea completă a caracterizării oficiale a protestelor drept „revolte”, și demisia șefului executiv Carrie Lam, odată cu introducerea votului universal pentru alegerea Consiliului Legislativ și a Directorului Executiv.

## Legături externe
- Materiale media legate de Protestele din Hong Kong din 2019 la Wikimedia Commons
- Citate legate de Protestele din Hong Kong din 2019–2020 la Wikicitat
- How an Extradition Bill Became a Red Line for Hong Kongers – Podcast (33 min). Foreign Policy. 14 June 2019.
- Why We Stormed Hong Kong's Parliament – Documentary short film (5 min). BBC. 1 August 2019.